# 염종현
염종현(廉宗鉉, 1960년 7월 7일 ~ )은 대한민국 경기도의회 의원이다.

## 학력
- 서울용산초등학교
- 남서울중학교
- 서울성남고등학교
- 명지대학교 산업공학 학사

## 경력
- 신당연대 부천시 공동대표
- 열린우리당 제1기 당원협의회 회장
- (주)기아자동차 북부천 감사
- 사람사는세상 노무현재단 기획위원
- 2012.04 ~ 2014.06: 제8대 경기도의회 의원
- 2014.07 ~ 2018.06: 제9대 경기도의회 의원
- 2018.07 ~ 2022.06: 제10대 경기도의회 의원
- 2022.07 ~ : 제11대 경기도의회 의원
  - 2022.08 ~ 2024.06: 제11대 경기도의회 전반기 의장
- 2022.07 ~ 2023.09: 제18대 대한민국시도의회의장협의회 고문
- 2023.09 ~ 2024.06: 제18대 대한민국시도의회의장협의회 부회장

## 역대 선거 결과
|  | 22.33% |

|  | 49.11% |

|  | 55.77% |

|  | 73.94% |

|  | 55.73% |